# Distretto di Kais
Il distretto di Kais è un distretto della provincia di Khenchela, in Algeria, con capoluogo Kais.

## Comuni
Il distretto di Kais comprende 3 comuni:
- Kais
- Rémila
- Taouzinet